# Малокобелячковский сельский совет (Новосанжарский район)
Малокобелячковский сельский совет (укр. Малокобелячківська сільська рада) — входит в состав
Новосанжарского района
Полтавской области
Украины.
Административный центр сельского совета находится в 
с. Малый Кобелячек.

## История
- 1926 — дата образования.

## Населённые пункты совета
- с. Малый Кобелячек
- с. Горобцы
- с. Емцева Долина
- с. Лахны
- с. Олейники